# Het feest van Herodes
Het feest van Herodes (Frans: Le Festin d'Hérode) is een bas-reliëf van Donatello in wit Carrara-marmer. Hij maakte het rond 1435 in een nieuwe door hem zelf uitgevonden techniek, het relievo schiacciato (ondiep-reliëf). Sinds 1834 maakt het werk deel uit van de collectie van het Museum voor Schone Kunsten in Rijsel.

## Geschiedenis
In de inventaris van het Palazzo Medici, opgemaakt na de dood van Lorenzo il Magnifico in 1492, komt een reliëf voor dat waarschijnlijk overeenkomt met het werk in Rijsel. Het bevond zich in een wachtkamer waar Lorenzo veel kostbare kunstwerken bewaarde. Mogelijk bestelde zijn grootvader Cosimo de Medici, een groot mecenas, het bij de kunstenaar. Ook een van zijn zonen, Piero of Giovanni, beiden geïnteresseerd in het werk van Donatello, kan de eerste eigenaar geweest zijn. Er zijn geen aanwijzingen dat het reliëf deel uitmaakte van een groter geheel, dus wordt het in het algemeen beschouwd als een op zichzelf staand werk, bedoeld voor privé-bezinning.
Er zijn geen bronnen over de verblijfplaats van het werk na 1492 tot Jean-Baptiste Wicar het in het begin van de negentiende eeuw op onbekende wijze in bezit krijgt. Hij laat het in 1834 na aan de Société des sciences, de l'agriculture et des arts de Lille.

## Voorstelling
Het thema van het feest van Herodes is ontleend aan de evangeliën. In het midden van het reliëf is te zien hoe Salomé, dochter uit een eerder huwelijk van Herodes' vrouw Herodias, de dans met de zeven sluiers uitvoert om Herodes te verleiden. Zij wil de koning hiermee overhalen haar het geschenk te geven dat Herodias haar heeft ingefluisterd, het hoofd van Johannes de Doper op een schaal. Rechts van haar kijkt de beul met zwaard en schild toe. 
Aan de linkerkant presenteert een knielende bediende het afgehakte hoofd van Johannes de Doper aan Herodes. Sommige gasten rondom de koning drukken afschuw en ontzetting uit, de man die zijn ogen bedekt en de vrouw op de voorgrond die zich afwendt. Vaak wordt deze vrouw geïdentificeerd als Salomé. De koning zelf lijkt zijn ogen echter niet van de dans van zijn stiefdochter te kunnen afhouden. De scènes spelen zich af op een binnenplaats van een paleis met op de achtergrond architecturale elementen. Links van de trap zijn mogelijk nog de tralies van de gevangenis waar Johannes werd opgesloten te zien.
Donatello was de eerste die tussen 1425 en 1427 strikte perspectiefregels toepaste op een bas-reliëf. Dit bronzen kunstwerk dat ook het feest van Herodes voorstelde, maakte hij voor de doopkapel van de kathedraal van Siena. In het reliëf dat in het museum van Rijsel wordt bewaard, volgde hij de principes die Leon Battista Alberti in zijn werk De pictura, geschreven in Florence in 1435, heeft gedefinieerd. Het werk werd waarschijnlijk rond het jaar van de uitgave gemaakt. Donatello werkte toen aan de oude sacristie van de San Lorenzo in Florence waar hij reliëfs in stucco maakte van het leven van Johannes de Doper waarin vergelijkbare architecturale elementen in perspectief voorkomen. Het is een van de weinige werken waarin de kunstenaar meerdere episodes van een verhaal in een decor verwerkt.

## Afbeelding

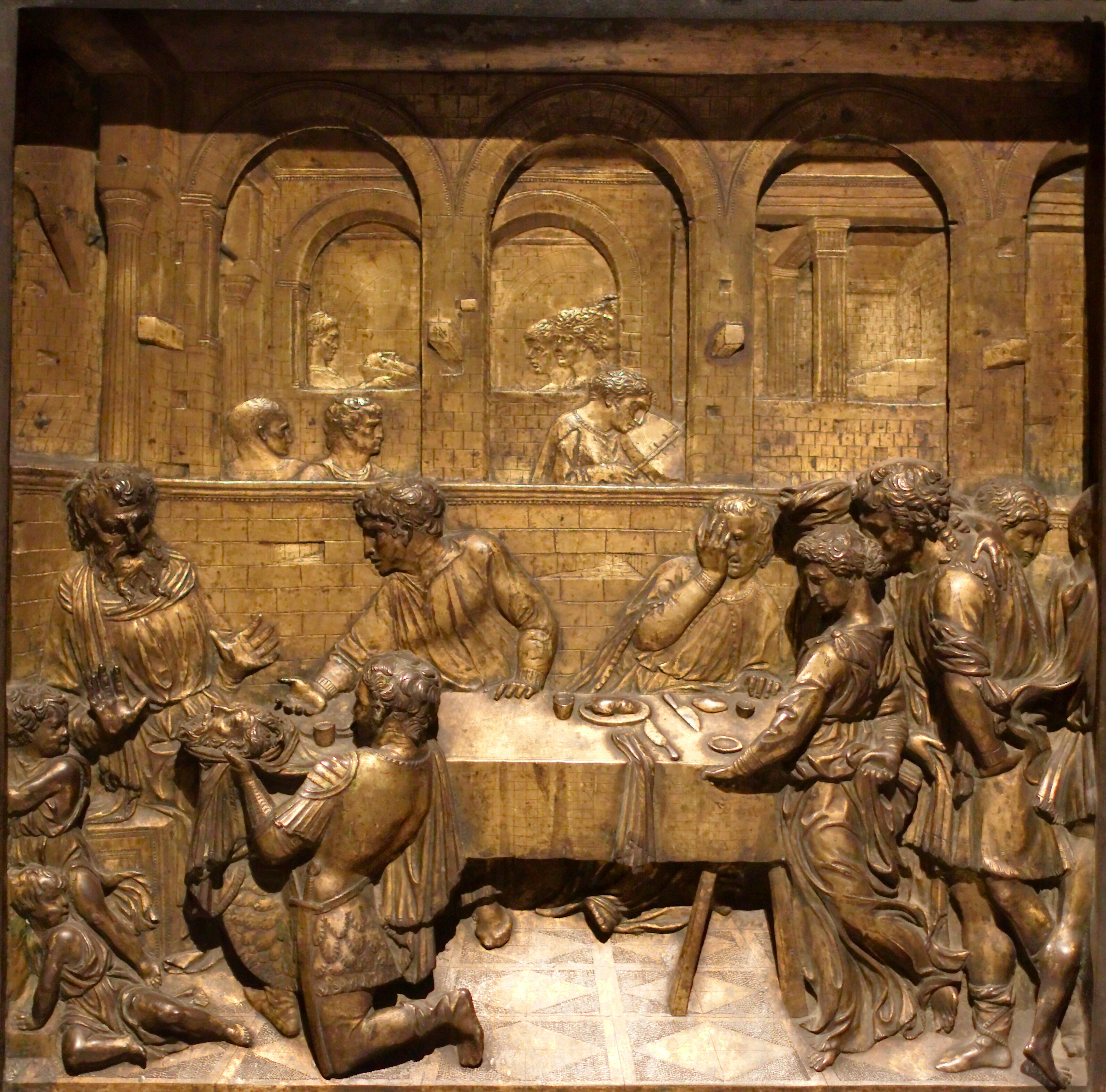
Bas-reliëf met hetzelfde thema uit Siena